# Gustaf Larson
Erik Gustaf Larson (Vintrosa, 8 de julho de 1887 — Båstad, 4 de julho de 1968) foi um engenheiro sueco.

Co-fundador da Volvo.

Mestre em engenharia mecânica pelo Instituto Real de Tecnologia. Foi vice-presidente e diretor técnico da Volvo, em Gotemburgo, quando a companhia foi criada, em 1927. Trabalhou para a Volvo até falecer, em 1968.
Gustav Larson foi responsável pelo projeto do primeiro modelo da Volvo, o Volvo ÖV 4, apresentado em 14 de abril de 1927.